# Las cartas de Frida
Las cartas de Frida es una ópera de cámara en un acto compuesta por Marcela Rodríguez utilizando escritos de Frida Kahlo como libreto. Escrita para nueve instrumentos, una soprano y tres actores, esta “ópera de toilette” presenta un sincretismo entre minimalismo y posmodernismo, y crea texturas de color típico mexicano y a la vez contemporáneo, enriquecidos por el uso de la trompeta y la percusión en juego con los demás instrumentos.

## Acto Único
Las trece escenas que constituyen la ópera presentan escenas de la vida de la pintora sin seguir un orden cronológico.

## Estilo

### Libreto
Para el libreto se utilizaron materiales tomados de cartas y diarios de Frida Kahlo descubiertos en 2002 y publicados recientemente. La obra está constituida por aprox.  trece escenas sin continuidad dramatúrgica en las que se presentan, por medio de cartas personales de la pintora y anotaciones realizadas en su diario personal, etapas de su vida.
La obra está concebida para una soprano y una actriz que funciona como alter ego de la soprano.

### Música
La orquesta se reduce a pocos instrumentos de cuerda y alientos. En la música se hace referencia a la "música" mexicana, como la canción ranchera.

## Datos históricos
Las cartas de Frida es la tercera ópera que escribe Marcela Rodríguez. Las primeras dos fueron La Sunamita y Séneca o Todo nos es ajeno. A diferencia de sus primeras dos óperas, en las cuales utilizó libretos escritos con esa finalidad, para construir el libreto de Las cartas de Frida'
utiliza fragmentos de textos de Frida Kahlo descubiertos en 2002. La obra se estrenó con éxito de prensa en los patios (Zwinger 1) de las ruinas del castillo de Heidelberg y posteriormente en México, en el Foro Sor Juana de la UNAM y en el Teatro de la Ciudad Esperanza Iris.
La ópera fue escrita para la mezzo-soprano Catalina Pereda, que estrenó la ópera en México con una puesta en escena de Jesusa Rodríguez y Clarisa Malheiros. 

### Creación
El estreno mundial fue el 26 de octubre del 2011, en los patios del Teatro de Heidelberg (Castillo de Heidelberg), bajo la dirección de Mirga Gražinytė. Esta primera versión fue para soprano (Sybille Witkowsk) y una actriz muda (Karen Dahmen).[cita requerida]
El estreno en México (versión definitiva) se llevó a cabo en mayo del 2013, en el Foro Sor Juana de la Universidad Nacional Autónoma de México (UNAM]], con el ensamble Tempus Fugit, bajo la dirección de Christian Gohmer y con puesta en escena de Jesusa Rodríguez. La cantante fue la mezzosoprano Catalina Pereda, a quien está dedicada la ópera. Las actuaciones fueron de Roldán Ramírez, de Carlos Brown y de Natyeli Flores.
También se estrenó en el Teatro de la Ciudad Esperanza Iris.[cita requerida]

### Recepción
* Theater Heidelberg, Alemania (Estreno absoluto): 2011 
* 25.05.2013 Estreno en Ciudad de México (Foro Sor Juana Inés de la Cruz del Centro Cultural Universitario)
agosto de 2013: Teatro de la Ciudad Esperanza IRIS

## Literatura complementaria
La grabación de la obra fue realizada por la mezzosoprano Catalina Pereda y el ensamble Tempus Fugit, dirigido por Christian Gohmer.
El CD además contiene un libreto en 4 idiomas (español, inglés, francés y alemán) y está disponible para venta en México.